# History (Canadá)
History é um canal de televisão especializado canadense que transmite em língua inglesa programas sobre história e ficção histórica, embora também aborde temas não-relacionados necessariamente ao conteúdo histórico, em programas de interesse militar, científico e tecnológico, assim como reality shows de restauração de carros e antiguidades. De propriedade da Shaw Media, seu equivalente em francês é o Historia.
O canal transmite em dois fusos horários diferentes: o Leste (Eastern Time Zone) e o Oeste (Pacific Time Zone). As transmissões para a costa oeste tiveram seu início em 1 de setembro de 2006.

## História
Licenciado pela Canadian Radio-television and Telecommunications Commission (CRTC) em 4 de setembro de 1996 como The History and Entertainment Network, o canal foi lançado com o nome de History Television em 17 de outubro de 1997.
Em 18 de janeiro de 2008, uma joint venture entre a Canwest e Goldman Sachs Capital Partners conhecida como CW Media comprou a Alliance Atlantis, adquirindo assim parte do History Television.
Em 27 de outubro de 2010, a propriedade do canal novamente mudou, já que a Shaw Communications assumiu o controle da History Television como resultado de sua aquisição das propriedades da Canwest e Goldman Sachs na CW Media.

### Transmissõs em HD
Em 8 de outubro de 2009 a FOX lançou o History Television HD, uma transmissão simultânea em alta definição (HD) da programação da History Television. Ao contrário da transmissão padrão que opera em dois horários diferentes nas duas costas do país, o History Television HD tem apenas uma transmissão, que segue a Eastern Time Zone.
Está disponível em todos os principais fornecedores de TV a cabo do Canadá, com exceção do Vidéotron.

### Mudança de nome
Em 30 de maio de 2012 a Shaw Media anunciou que a History Television passaria a funcionar como uma versão canadense do canal de televisão a cabo americano History, a partir de 12 de agosto de 2012, através de um acordo de licenciamento com a A+E Networks; o canal também passaria a receber um canal extra, quando o The Cave passou a receber o mesmo nome do spin-off americano H2.

## Logotipos

Primeiro logotipo, ainda como History Television (17 de outubro de 1997 - 3 de maio de 2008)
Segundo logotipo, como History Television (3 de maio de 2008 - 12 de agosto de 2012)
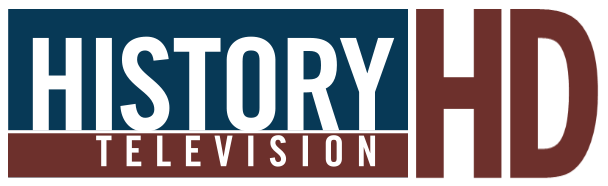
Logotipo para a versão em HD do History Television (8 de outubro de 2009 - 12 de agosto de 2012)